# 1927 en Palestine mandataire
Chronologie de la Palestine
- 1923
- 1924
- 1925
- 1926
- 1927
- 1928
- 1929
- 1930
- 1931

Cette page concerne les évènements survenus en 1927 en Palestine mandataire :

## Évènements
- 1er avril : Le mouvement de la jeunesse Hashomer Hatzaïr se fédère au sein du mouvement kibboutz Artzi.
- 7 mai : Le général Edmund Allenby pose la première pierre de l'église écossaise Saint-André de Jérusalem.
- 11 juillet : Un tremblement de terre de magnitude 6,2 se produit dans les régions de Palestine et de Transjordanie, faisant environ 500 victimes. Les effets sont particulièrement graves à Jérusalem et à Naplouse, mais des dégâts et des morts sont également signalés dans de nombreuses autres régions, y compris dans certaines parties de la Transjordanie, en particulier dans la ville de Salt (Jordanie)[1].
- 1er novembre : La livre de Palestine est mise en circulation[2].

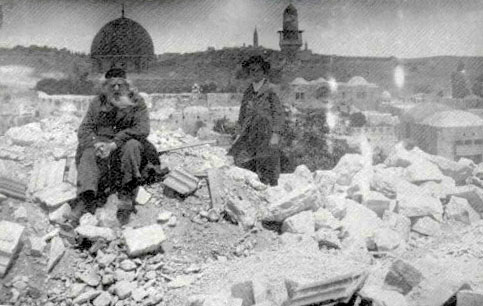
Une maison du quartier juif de Jérusalem, complètement détruite lors du tremblement de terre.
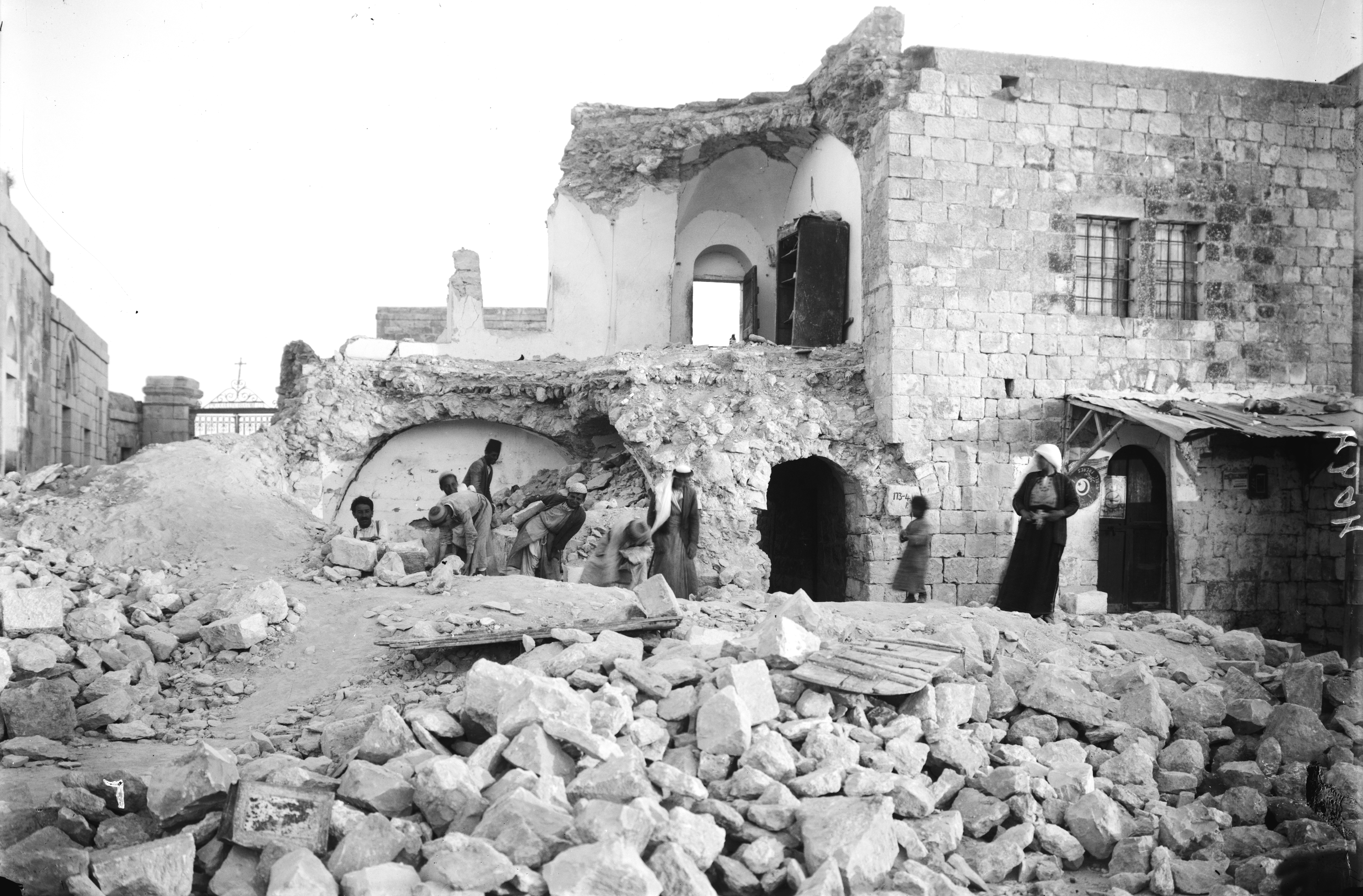
Maison du mont des Oliviers détruite lors du séisme.

## Création
- 20 septembre : Fondation du kibboutz Beit Zera.

## Sport
- Saison 1927-1928 en Palestine mandataire (en) (football)

## Naissances
- 16 janvier : Elazar ben Tsedaka ben Yitzhaq (en), grand Prêtre samaritain 2004-2010 (mort en 2010)
- 25 janvier : Yitzhak Hofi, général israélien et directeur du Mossad (mort en 2014).
- 18 février : Michael Harari, officier de renseignement israélien (mort en 2014)
- 2 mars : Dov Ben-Dov (en), tireur sportif israélien (mort en 2020)

## Décès
- 2 janvier : Ahad Ha'Am (né en 1856), essayiste hébreu né en Russie (Ukraine) et l'un des principaux penseurs sionistes de la période pré-étatique, connu comme le fondateur du sionisme culturel.